# Mus triton
Mus triton é uma espécie de roedor da família Muridae.
Pode ser encontrada nos seguintes países: Angola, Burundi, República Democrática do Congo, Quénia, Malawi, Moçambique, Ruanda, Sudão, Tanzânia, Uganda e Zâmbia.
Os seus habitats naturais são: regiões subtropicais ou tropicais húmidas de alta altitude, campos de gramíneas de baixa altitude subtropicais ou tropicais sazonalmente húmidos ou inundados, campos de altitude subtropicais ou tropicais e terras aráveis.